# Dick Vitale
Richard John Vitale, detto Dick (Passaic, 9 giugno 1939), è un allenatore di pallacanestro e telecronista sportivo statunitense, membro del Naismith Memorial Basketball Hall of Fame dal 2008 in qualità di contributore.
È un commentatore americano di basket per l'emittente ESPN. Famoso per le sue esclamazioni come "It's awesome baby!" ("è impressionante piccola!") fu in passato allenatore di pallacanestro per la squadra universitaria di Denver e per i Detroit Pistons nella NBA.